# Такарадзука
Такарадзу́ка (яп. 宝塚市 Такарадзука-си) — Особый город в Японии, находящийся в префектуре Хиого. Площадь города составляет 101,80 км², население — 227 911 человек (1 августа 2014), плотность населения — 2238,81 чел./км².

## Географическое положение
Город расположен на острове Хонсю в префектуре Хиого региона Кинки. С ним граничат города Кобе, Итами, Нисиномия, Каваниси, Санда и посёлок Инагава.

## Население
Население города составляет 227 911 человек (1 августа 2014), а плотность — 2238,81 чел./км². Изменение численности населения с 1980 по 2005 годы:
| 1980 | 183 628 чел. |  |
| 1985 | 194 273 чел. |  |
| 1990 | 201 862 чел. |  |
| 1995 | 202 544 чел. |  |
| 2000 | 213 037 чел. |  |
| 2005 | 219 862 чел. |  |

## Символика
Деревом города считается камелия сасанква, цветком — Viola mandshurica, птицей — Cettia diphone.